# Amerila orientis
Amerila orientis là một loài bướm đêm thuộc phân họ Arctiinae, họ Erebidae.